# Svjetska serija odbojke na pijesku u Hrvatskoj
Svjetska serija odbojke na pijesku u Hrvatskoj međunarodno je natjecanje koje je dio FIVB-ove Svjetske serije (World Tour).

## Izdanja
Izdanje 2005. igralo se na hrvatskom pijesku. Kvaliteta pijeska jedan je od osnovnih preduvjeta za održavanje turnira Svjetske serije, čija se kvaliteta analizira u nezavisnom institutu Hutchenson Sand & Mixes Ltd. iz Kanade. Riječ je bila o dravskom pijesku s nalazišta pokraj Virovitice. Taj pijesak zadovoljavao je i kriterije kvalitete potrebne za turnir na OI. Za potrebe turnira naručeno je 2000 tona tog pijeska.
| Lokacija 2015.-'18. Poreč 2005.-'08. Zagreb, Jarun | Naziv turnira 2015.-'18. ? 2005.-'08. VIP Open |

Rang
2018. 1 Star
2017. 5 Stars (Major Series)
2015.-'16. Major Series
2005.-'08. Open
| Izdanje | M                                        | M                                 | M                                  | M                                       | Ž                                  | Ž                                  | Ž                            | Ž                                    |
| Izdanje | Pobjednici                               | Finalisti                         | 3.                                 | 4.                                      | Pobjednice                         | Finalistice                        | 3.                           | 4.                                   |
| ------- | ---------------------------------------- | --------------------------------- | ---------------------------------- | --------------------------------------- | ---------------------------------- | ---------------------------------- | ---------------------------- | ------------------------------------ |
| 2018.   | Vladyslav Iemelianchyk Sergiy Popov      | Simon Frühbauer Jörg Wutzl        | Haralds Regža Toms Šmēdiņš         | Mihails Samoilovs Kristaps Šmits        | Emily Sonny Torrey Van Winden      | Inna Makhno Iryna Makhno           | Merve Nezir Aleyna Vence     | Dimitra Manavi Konstantina Tsopoulou |
| 2018.   | 21–19, 17–21, 21–19                      | 21–19, 17–21, 21–19               | 21–14, 25–23                       | 21–14, 25–23                            | 21–17, 21–17                       | 21–17, 21–17                       | 22–20, 21–23, 15–13          | 22–20, 21–23, 15–13                  |
| 2017.   | Gustavo Carvalhaes Pedro Solberg Salgado | Daniele Lupo Paolo Nicolai        | Alison Cerutti Bruno Oscar Schmidt | Oleg Stoyanovskiy Artem Yarzutkin       | Melissa Humana-Paredes Sarah Pavan | Barbora Hermannová Markéta Sluková | Nina Betschart Tanja Hüberli | Fernanda Alves Bárbara Seixas        |
| 2017.   | 18–21, 25–23, 15–9                       | 18–21, 25–23, 15–9                | 21–15, 21–18                       | 21–15, 21–18                            | 32–34, 21–12, 15–6                 | 32–34, 21–12, 15–6                 | 21–19, 21–14                 | 21–19, 21–14                         |
| 2016.   | Alison Cerutti Bruno Oscar Schmidt       | Clemens Doppler Alexander Horst   | Ben Saxton Chaim Schalk            | Aleksandrs Samoilovs Jānis Šmēdiņš      | Chantal Laboureur Julia Sude       | Heather Bansley Sarah Pavan        | Karla Borger Britta Büthe    | Laura Ludwig Kira Walkenhorst        |
| 2016.   | 21–13, 16–21, 15–12                      | 21–13, 16–21, 15–12               | 19–21, 30–28, 20–18                | 19–21, 30–28, 20–18                     | 21–19, 21–18                       | 21–19, 21–18                       | 21–19, 21–23, 15–11          | 21–19, 21–23, 15–11                  |
| 2015.   | Alexander Brouwer Robert Meeuwsen        | Josh Binstock Sam Schachter       | Adrian Carambula Alex Ranghieri    | Reinder Nummerdor Christiaan Varenhorst | Talita Antunes Larissa França      | Heather Bansley Sarah Pavan        | Louise Bawden Taliqua Clancy | Jamie Broder Kristina Valjas         |
| 2015.   | 21–15, 21–13                             | 21–15, 21–13                      | 21–18, 18–21, 15–10                | 21–18, 18–21, 15–10                     | 21–16, 25–27, 15–12                | 21–16, 25–27, 15–12                | 21–15, 21–17                 | 21–15, 21–17                         |
| 2014.   | Nije održavano u Hrvatskoj               | Nije održavano u Hrvatskoj        | Nije održavano u Hrvatskoj         | Nije održavano u Hrvatskoj              | Nije održavano u Hrvatskoj         | Nije održavano u Hrvatskoj         | Nije održavano u Hrvatskoj   | Nije održavano u Hrvatskoj           |
| –       | Nije održavano u Hrvatskoj               | Nije održavano u Hrvatskoj        | Nije održavano u Hrvatskoj         | Nije održavano u Hrvatskoj              | Nije održavano u Hrvatskoj         | Nije održavano u Hrvatskoj         | Nije održavano u Hrvatskoj   | Nije održavano u Hrvatskoj           |
| 2009.   | Nije održavano u Hrvatskoj               | Nije održavano u Hrvatskoj        | Nije održavano u Hrvatskoj         | Nije održavano u Hrvatskoj              | Nije održavano u Hrvatskoj         | Nije održavano u Hrvatskoj         | Nije održavano u Hrvatskoj   | Nije održavano u Hrvatskoj           |
| 2008.   | Reinder Nummerdor Richard Schuil         | Penggen Wu Linyin Xu              | Matt Fuerbringer Casey Jennings    | Márcio Araújo Fábio Luiz Magalhães      |                                    |                                    |                              |                                      |
| 2008.   | 17–21, 21–17, 15–11                      | 17–21, 21–17, 15–11               | 21–19, 21–17                       | 21–19, 21–17                            |                                    |                                    |                              |                                      |
| 2007.   | Kristjan Kais Rivo Vesik                 | Patrick Heuscher Sascha Heyer     | Dmitri Barsouk Igor Kolodinsky     | Andrew Schacht Joshua Slack             |                                    |                                    |                              |                                      |
| 2007.   | 21–19, 17–21, 17–15                      | 21–19, 17–21, 17–15               | 21–14, 21–12                       | 21–14, 21–12                            |                                    |                                    |                              |                                      |
| 2006.   | Emanuel Rego Ricardo Santos              | Phil Dalhausser Todd Rogers       | Michael Lambert Stein Metzger      | Roberto Lopes Pedro Solberg             |                                    |                                    |                              |                                      |
| 2006.   | 21–14, 21–17                             | 21–14, 21–17                      | 21–13, 16–21, 15–7                 | 21–13, 16–21, 15–7                      |                                    |                                    |                              |                                      |
| 2005.   | Márcio Araújo Fábio Luiz Magalhães       | Markus Dieckmann Jonas Reckermann | Emanuel Rego Ricardo Santos        | Benjamin Insfran Harley Marques         |                                    |                                    |                              |                                      |
| 2005.   | 21–17, 21–17                             | 21–17, 21–17                      | 15–21, 21–18, 15–10                | 15–21, 21–18, 15–10                     |                                    |                                    |                              |                                      |

|     | Odbojkaš(ica) | Pobjede | PF |
| --- | ------------- | ------- | -- |
| M/Ž | [[]]          |         |    |
|     |               |         |    |
| Ž   | Sarah Pavan   | 1       | 3* |

|     | Parovi                             | Pobjede | PF |
| --- | ---------------------------------- | ------- | -- |
| M/Ž |                                    |         |    |
|     |                                    |         |    |
| Ž   | Heather Bansley Sarah Pavan        | 0       | 2* |
| M   | Alison Cerutti Bruno Oscar Schmidt | 1       | 2* |

## Challengeri
| Godina | Turnir                          | M                           | M                               | M                              | M                               | Ž          | Ž           | Ž  | Ž  |
| Godina | Turnir                          | Pobjednici                  | Finalisti                       | 3.                             | 4.                              | Pobjednice | Finalistice | 3. | 4. |
| ------ | ------------------------------- | --------------------------- | ------------------------------- | ------------------------------ | ------------------------------- | ---------- | ----------- | -- | -- |
| 2004.  | VIP FIVB Challenger Lopar / Rab | Jasmin Čuturić Samo Miklavc | Marcel Gscheidle Bernhard Vesti | Florian Gosch Bernhard Strauss | Dmitrij Karasev Denis Tenenbaum |            |             |    |    |
| 2004.  | VIP FIVB Challenger Lopar / Rab | 23–21, 21–14                | 23–21, 21–14                    | 26–24, 21–16                   | 26–24, 21–16                    |            |             |    |    |

## Vanjske poveznice
- FIVB Beach Volleyball
- FIVB Beach Volleyball World Tour  Arhivirana inačica izvorne stranice od 6. svibnja 2019. (Wayback Machine)
- BVBinfo, baza podataka odbojke na pijesku